# Puerto de Chipiona
El Puerto Deportivo de Chipiona es un conjunto de modernas instalaciones situadas en la Desembocadura del Guadalquivir. Construido con fondos destinados a la promoción de la Expo 92 de Sevilla, actualmente está siendo sometido a un proceso de ampliación que lo convertirá en uno de los puertos deportivos más importantes de Andalucía. Está situado a 36º 44' 6" N y 6º 25' 7" W.

## Orígenes: El muelle pesquero

Contraseña de la provincia marítima de Sevilla a la que pertenece.

En 1970 se creó la primera cooperativa de pescadores, que contaba con 16 embarcaciones pequeñas. Ya en 1983 había 45 embarcaciones de madera y 6 de ellas con un peso de 10 toneladas, teniendo el resto entre 1 y 3 toneladas. El valor de la flota se calculaba en 180.000 euros.

## Comercio
El comercio del pescado se realiza a través de la Lonja Municipal siendo, normalmente, el 75% para consumo local y el resto exportado a Sevilla. Los tipos de pescado que se recogen en sus aguas son los siguientes: el 75% róbalos, bailas, doradas, urtas, pargos y corvinas; 24% sin escamas tales como cazón, lenguado, acedía y chocos y el 1% mariscos: cangrejos, centollos, nécoras, almejas, bogavantes y langostas.

## Estructura
La parte deportiva del Puerto se encuentra dividida por dos dársenas, la primera de mayor capacidad orientada para barcos pequeños y la segunda de menor capacidad para barcos más grandes. Ambas dársenas se estructuran mediante pantalanes flotantes, debido al hecho de encontrarse en el Océano Atlántico, donde la diferencia entra la Bajamar y la Pleamar es bastante considerable, a diferencia de lo que ocurre en el Mediterráneo, por lo que estos pantalanes no pueden ser fijos. Los pantalanes se encuentran enumerados y divididos en atraques que a su vez se clasifican por letras y el acceso a los mismos se realiza a través de escalas y está restringida a los propietarios de los barcos.

## Modernas instalaciones
Sus modernas instalaciones para atender a las embarcaciones y su diseño único de pantalanes con estructura íntegra de madera hacen que al poco tiempo de iniciar su funcionamiento sea una de las instalaciones más prósperas de Andalucía. Las instalaciones de izada de embarcaciones con un travelift de 50 toneladas lo hacen igualmente punto de referencia rápida y segura de sus embarcaciones.
Las edificaciones destinadas a locales comerciales fueron diseñadas por uno de los mejores equipos de arquitectos de España, Antonio Ortiz y Antonio Cruz, Premio Nacional de Arquitectura. Su moderno diseño enlaza perfectamente con la funcionalidad de sus espacios creando un ambiente único junto a la zona destinada a embarcaciones de mayor eslora y por tanto de mayor atractivo para los visitantes. Su situación en primera línea de muelle y a poco metros del agua permiten integrar perfectamente el ambiente náutico con las personas que cada tarde visitan el puerto. 
El número de embarcaciones que se encuentran permanentemente en el puerto ronda las 250, si bien en época de verano la ocupación sobrepasas el 95%.

## Puerto Pesquero
En la parte pesquera se encuentra la Lonja Municipal, donde se realiza la subasta de la pesca capturada. A esta lonja están asociados el 90% de los pescadores de Chipiona, y se estructura como una organización artesanal, debido a que el pescador sale a la mar y vuelve con el pescado donde se clasifica por variedad, calidad y talla.
En cuanto a la subasta se realiza a la baja, es decir, se comienza por un precio determinado y se va bajando hasta quedar adjudicado cuando el comprador da la voz oportuna. El pescado que no alcanza la cotización estimada se vende por teléfono a los mercados exteriores en general.

## Interés turístico
El lado Norte del puerto es el reservado a los barcos de pesca justo en la prolongación del paseo marítimo que recorre Chipiona junto al mar hasta el faro creando un marco de urbanización sostenible y siendo punto de reunión de veraneantes que se acercan para observar las subastas del pescado.
Las amplias zonas peatonales y su cercanía con la ciudad hacen del puerto un punto de reunión atractivo para los visitantes recibe la ciudad cada verano.